# Макіес (переписна місцевість, Мен)
Макіес (англ. Machias) — переписна місцевість (CDP) в США, в окрузі Вашингтон штату Мен. Населення — 1457 осіб (2020).

## Географія
Макіес розташований за координатами 44°42′2″ пн. ш. 67°28′43″ зх. д. / 44.70056° пн. ш. 67.47861° зх. д. (44.700615, -67.478634).  За даними Бюро перепису населення США в 2010 році переписна місцевість мала площу 6,67 км², з яких 6,43 км² — суходіл та 0,24 км² — водойми.

## Демографія
Згідно з переписом 2010 року, у переписній місцевості мешкали 1274 особи в 619 домогосподарствах у складі 254 родин. Густота населення становила 191 особа/км².  Було 719 помешкань (108/км²).
Расовий склад населення:
| - 95,8 % — білих - 1,3 % — азіатів - 1,0 % — корінних американців - 0,1 % — чорних або афроамериканців |

До двох чи більше рас належало 1,6 %. Частка іспаномовних становила 2,3 % від усіх жителів.
За віковим діапазоном населення розподілялося таким чином: 17,0 % — особи молодші 18 років, 60,9 % — особи у віці 18—64 років, 22,1 % — особи у віці 65 років та старші. Медіана віку мешканця становила 42,4 року. На 100 осіб жіночої статі у переписній місцевості припадало 82,3 чоловіків;  на 100 жінок у віці від 18 років та старших — 78,2 чоловіків також старших 18 років.
Середній дохід на одне домашнє господарство  становив 38 475 доларів США (медіана — 30 139), а середній дохід на одну сім'ю — 50 296 доларів (медіана — 47 500). Медіана доходів становила 44 107 доларів для чоловіків та 44 688 доларів для жінок. За межею бідності перебувало 21,1 % осіб, у тому числі 25,7 % дітей у віці до 18 років та 8,8 % осіб у віці 65 років та старших.
Цивільне працевлаштоване населення становило 394 особи. Основні галузі зайнятості: освіта, охорона здоров'я та соціальна допомога — 39,8 %, виробництво — 9,1 %, роздрібна торгівля — 7,9 %.